# Extensionsniveau
Der Begriff Extensionsniveau bezeichnet in der Finanzwissenschaft eine Klassifikationsvariable für Typen von Verbänden. 
Mit steigendem Extensionsniveau steigt die Mächtigkeit der Finanzierungsinstrumente von der Freiwilligkeit von Beiträgen und Gebühren hin zu Zwangsabgaben. Zugleich weichen die Eigentumsrechte der Mitglieder auf.